# Vijverhof (België)

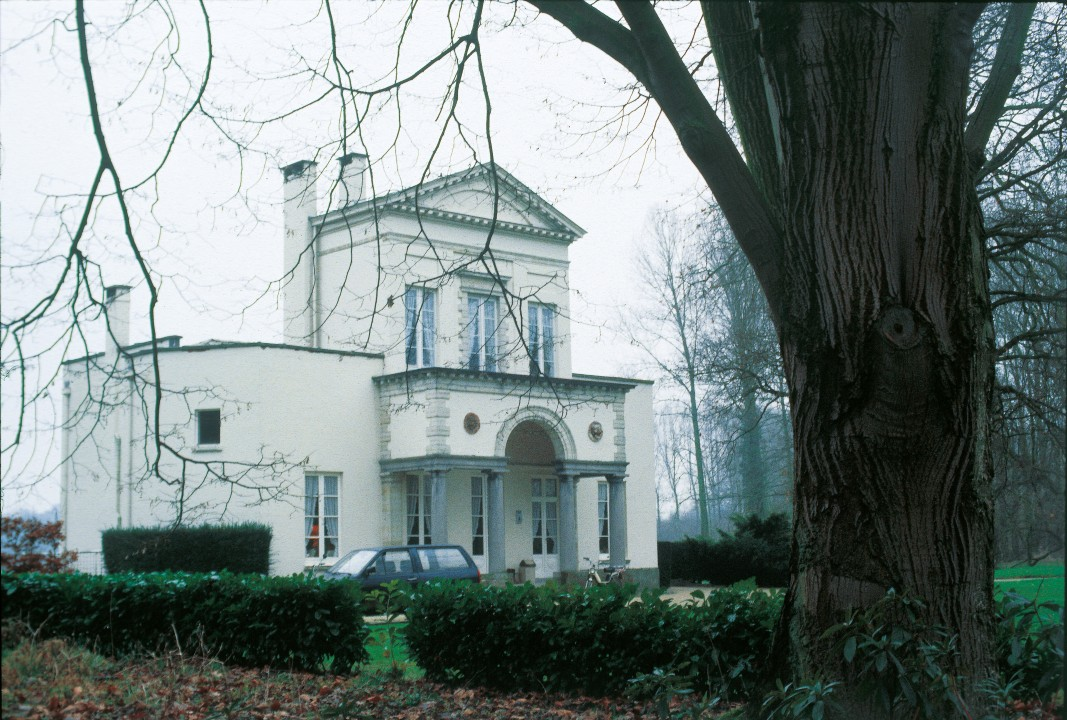
Het classicistisch paviljoen met palladiaans portiek aan de oostrand van het domein Vijverhof

 Het Vijverhof is een kasteeldomein in Korbeek-Lo, waarvan de oorsprong minstens tot 1367 teruggaat. Het huidige kasteel werd in 1912 voltooid, maar raakte tijdens de Eerste Wereldoorlog zwaar beschadigd. Het kasteel, het tuinpaviljoen en de ijskelder zijn sinds 13 juni 2000 beschermd als monument. Op diezelfde dag werd ook het domein Vijverhof en haar omgeving als dorpsgezicht beschermd.

## Geschiedenis
De familie Udekem hield te Eiken, op de grens met Korbeek-Lo, gronden, cijnsgoederen en leenmannen in leen van de heer van Bierbeek. Centraal in haar domein stond een watermolen op de Molenbeek, die ontspringt op de Sint-Martinusberg in Lubbeek. Deze beek vloeit door het hof van Udekem, vervolgt haar weg naar de abdij van Park en vloeit verder tot voorbij de Naamsepoort in Leuven, waar ze in de Dijle uitmondt.
In de nabijheid van de watermolen werd een huis gebouwd, dat uitgroeide tot een landhuis. Dit hof van Udekem behoorde in de tweede helft van de 17e eeuw aan jonker Jan van Pulle en in 1685 aan Jan van de Malen. Aan het einde van de 18e eeuw stond het domein bekend als het 'Speelgoed onder Corbeek over Loo'. In 1890 werd het domein verkocht aan baron Antonius Hyronimus Alexir Edgard de Biber de Rochelée. Rond de eeuwwisseling werd het goed naar zijn eigenaar 'den Biber' genoemd.
De watermolen, gelegen aan de vijver van het kasteel den Biber, werd in het begin van de 20e eeuw gesloopt. In de plaats bouwde ridder Romain de Schoutheete de Tervarent het nieuwe Vijverhof in neoclassicistische stijl. Daarbij liet hij de loop van de Bierbeekstraat verleggen, zodat deze meer naar het westen verschoof en achter het Vijverhof kwam te liggen. 
Het kasteel was midden 1912 af, maar ridder de Schoutheete de Tervarent zag zijn kasteel onder het geweld van de Duitse soldaten in augustus 1914 in de vlammen opgaan. Vanaf 1919 werd het kasteel zo getrouw mogelijk gerestaureerd door de nieuwe eigenaars, de gebroeders Dekeyser. Enkel de koepel aan de achterzijde werd niet heropgebouwd. Nadien veranderde het eigendom nog meermaals van eigenaar, zoals de heer Vandoren en de familie Brusselmans.
In de loop van de jaren 1960 verwierf de Leuvense universiteit het Vijverhof en een groot deel van het park. De firma Orda B vestigde zich aan het einde van de jaren 1970 in het kasteel. Sedert 1987 is het kasteel eigendom van de heer en mevrouw J.M. Nolf-Terpougoff, die het geheel een opknapbeurt gaven. 
Sinds 2023 is het kasteel het hoofdkantoor van irex consulting, een Belgisch consultancybedrijf actief over heel Europa. Het kasteel is ook beschikbaar voor bedrijfs- of privé-evenementen.

## Udekem ligt in Korbeek-Lo
Naar aanleiding van het huwelijk van prins Filip met prinses Mathilde - een lid van de familie d'Udekem - is er veel gespeculeerd over de herkomst van de familie d'Udekem. De Leuvense professor Middeleeuwen Eduard Van Ermen vond in het oudste schepenregisters van Leuven de nodige bewijzen. 
In 1219 stichtte Reiner Udekem een norbertinessenklooster in Pellenberg waarin hij zijn dochters onderbracht. 
In 1263 verwierf Nicolaas Udekem een weide naast zijn woning gelegen in Korbeek. 
Een andere ridder Nicolaas Udekem bleek in 1367 een watermolen en pachthof "d'Udekem met vijvers gelegen te Udekem in de parochie Korbeek-Lo" te bezitten in het gehucht Udekem. 
Aangezien een watermolen aan een beek moet liggen en de Molenbeek de enige waterloop van allure te Korbeek-Lo is, komt Van Ermen via deductie tot het besluit dat de watermolen en het bijhorende hof daar dus moeten liggen. 